# سیتاکوسور

سیتاکوسور (نام علمی: Psittacosaurus) نام یک سرده از تیره طوطی‌خزندگان است.